# Morty Diamond
Morty Diamond es un cineasta, artista, intérprete y escritor de Estados Unidos que ha trabajado junto a la comunidad LGBT durante más de 14 años.   Diamond ha escrito y editado tres libros, todos ellos centrados en temas transgénero, y también ha realizado dos películas que exploran temas LGBT. 
Recibió la beca de ciencias sociales 2012-2013 de la Universidad de California, Berkeley, como una oportunidad para estudiar los efectos del cambiante sistema de atención de salud pública de San Francisco en los grupos e individuos transgénero.  Recibió su maestría en trabajo social de la Universidad Estatal de San Francisco.

## Carrera

### Obras
Es autor y/o editor de tres libros: From the Inside Out: Radical Gender Transformation, FTM and Beyond (2004), Trans/Love: Radical Sex, Love & Relationships Beyond the Gender Binary (2011) y Gendered Hearts: Escritores transgénero, transexuales y con variantes de género sobre sexo, amor y relaciones (2010).    Diamond ha dirigido dos películas LGBT TrannyFags (2003) y Trans Entities: The Nasty Love of Papí and Wil (2007), y protagonizó "Syd" en la película Open (2010) dirigida por Jake Yuzna.  También tiene una productora, Morty Diamond Productions. 
Entidades Trans: El desagradable amor de Papí y Wil es una película pornográfica que explora la relación sexual entre dos personas trans, reflejando esto los personajes principales. En su artículo de 2014 "Sobre la fuerza afectiva de "Nasty Love", Eliza Steinbock había escrito que "Consta de cuatro partes de debates basados en entrevistas sobre sexo y expresión de género, y tres partes de sexo apasionante, íntimo y creativo. "  Al discutir el trabajo fílmico de Diamond, Bobby Noble esbozó los temas recurrentes presentes en su trabajo. "El trabajo de Diamond es interesante no sólo por sus representaciones de cuerpos sociales y sexuales, sino también por la forma en que esos cuerpos se ubican en geografías históricas. que se han naturalizado en el espacio social contemporáneo." 
En 2005, asumió el cargo de director artístico del MIX-NY Queer Experimental Media Festival. 
También es conocido por sus piezas de arte escénico que típicamente tienen como objetivo desafiar e invocar pensamientos sobre las nociones preconcebidas sobre la identidad de género, el sistema binario de género y las personas transgénero. En el libro de antología de 2014 Trans Bodies, Trans Selves: A Resource for the Transgender Community, Laura Erickson-Schroth hace un ejemplo específico de la obra Ask A Tranny "En la pieza Ask a Tranny, Diamond instala una pequeña mesa o stand en el que el Se invita al público en general a preguntarle cualquier cosa. Su objetivo en este artículo es llamar la atención sobre el escrutinio que enfrentan las personas trans". 

### Participación de la comunidad
Además de su trabajo en las artes, ha sido un activista en la comunidad LGBT. 

## Filmografía
| Película                                       | Role                          | Año  |
| ---------------------------------------------- | ----------------------------- | ---- |
| TrannyFags                                     | Director productor            | 2003 |
| Trans Entities: The Nasty Love of Papi and Wil | Escritor, productor, director | 2007 |
| Open                                           | Actor                         | 2010 |

Referencia: 

## Premios y nominaciones
- Nominado al Premio Literario Lambda [13]
- Beneficiario de la beca Haas: beca de ciencias sociales 2012-2013 [14]